# 真美ヶ丘ニュータウン
真美ヶ丘ニュータウン（まみがおかニュータウン）は、奈良県の北西部に位置するニュータウン。香芝市の東部、広陵町の西部にまたがる。
なお、みささぎ台ニュータウンについても当項で記す。

## 地形
馬見丘陵南部に位置する。大半が海抜50メートル前後である。

## 交通
- 国道165号
- 中和幹線（県道105号）
- かつらぎの道（歩行者専用道）
- 近鉄五位堂駅
- JR五位堂駅
- 近鉄築山駅
- JR香芝駅
- 奈良交通

## 概要
1970年ごろより、住宅地として都市開発計画が実施され、駅近で大阪市の鶴橋駅まで急行で25分と、交通便の良さから人口の流入がつづいた。また中和幹線などの幹線道路が東西に通り、4車線の道路が多い。畿央大学・香芝高校・中学校（2校）・小学校（4校）・幼稚園、保育園（5ヶ園）などの教育機関や、馬見丘陵公園、竹取公園をはじめとする多数の緑地・公園がある。
地域の中核施設として、大型ショッピングセンターのエコール・マミが1995年（平成7年）11月1日に開業。成熟期を迎えている。
みささぎ台ニュータウンは真美ヶ丘ニュータウンの南東に位置し、街区も連続していることから、住民自身も含めて真美ヶ丘ニュータウンの一部であると見なされることが殆どであるが、厳密には別の住宅地である。（近くの県道に設定されている道路標識には二つのニュータウンが併記されていることから窺い知ることが出来る）
また、西側に隣接する香芝市西真美地区も同様に、真美ヶ丘ニュータウンには含まれないが、地元住民の間で「広義の」真美ヶ丘ニュータウンの一地区として認識されている。

## 街区

### 真美ヶ丘ニュータウン
- 香芝市
  - 真美ヶ丘1丁目～7丁目

- 広陵町
  - 馬見北1丁目～9丁目
  - 馬見中1丁目～5丁目
  - 馬見南1丁目～6丁目

### みささぎ台ニュータウン
- 広陵町
  - みささぎ台

## 地区内の施設
※以下、香芝市内に存在する施設は■、広陵町内に存在する施設は■で示す。
- 教育
  - 畿央大学 ■
  - 奈良県立香芝高等学校 ■
  - 香芝市立香芝東中学校 ■
  - 広陵町立真美ヶ丘中学校 ■
  - 香芝市立真美ヶ丘東小学校 ■
  - 香芝市立真美ヶ丘西小学校 ■
  - 広陵町立真美ヶ丘第一小学校 ■
  - 広陵町立真美ヶ丘第二小学校 ■

- 公的施設
  - 馬見交番 ■
  - 香芝真美ヶ丘郵便局　■
  - 広陵真美ヶ丘南郵便局 ■
  - 広陵真美ヶ丘北郵便局 ■

- 商業施設
  - エコール・マミ（北館） ■
    - 近鉄プラザ真美ヶ丘[1]
    - 近商ストア真美ヶ丘店[1]

  - エコール・マミ（南館） ■
    - DCM真美ヶ丘店（旧・ダイキ）

- 都市公園
  - 高塚地区公園 ■
  - 観正山近隣公園 ■
  - 土山近隣公園  ■
  - 城山近隣公園  ■
  - 横峰公園 ■
  - 見立山近隣公園 ■
  - 西谷公園 ■

なお、広陵町に点在する児童公園は、「かめさん公園」「うさぎさん公園」など、案内板にも描かれている町公式の愛称があるのが特徴である。

## 祭り・行事
真美ヶ丘夏祭り・花火（150発）

## その他
周辺の住宅地も「北真美ヶ丘」など「真美ヶ丘」を使う場合もある。